# 12 Songs of Christmas
12 Songs of Christmas — рождественский альбом американской певицы Этты Джеймс, выпущенный в 1998 году на лейбле Private Music. Альбом был спродюсирован Джоном Шнайдером. Пластинка в основном состоит из рождественских стандартов, большинство аранжировок сделал пианист Седар Уолтон, также на альбоме можно услышать Джорджа Боханона, играющего на тромбоне, и Реда Холлоуэя, исполняющего соло на тенор-саксофоне. Альбом получил в основном положительные отзывы критиков и смог добраться до пятого места в чарте Billboard Top Blues Albums.

## Список композиций
1. «Winter Wonderland» (Felix Bernard, Richard B. Smith) — 4:26
2. «Jingle Bells» (James Pierpont, traditional) — 5:26
3. «This Time of Year» (Jesse Hollis, Cliff Owens) — 5:47
4. «Merry Christmas, Baby» (Lou Baxter, Johnny Moore) — 6:10
5. «Have Yourself a Merry Little Christmas» (Ralph Blane, Hugh Martin) — 4:45
6. «Santa Claus Is Coming to Town» (John Frederick Coots, Haven Gillespie) — 6:22
7. «White Christmas» (Irving Berlin) — 5:52
8. «The Christmas Song (Chestnuts Roasting on an Open Fire)» (Mel Tormé, Robert Wells) — 4:23
9. «The Little Drummer Boy (Carol of the Drum)» (Katherine Kennicott Davis, Henry Onorati, Harry Simeone) — 4:59
10. «Silent Night» (Franz Xaver Gruber, Joseph Mohr, traditional) — 4:49
11. «Joy to the World» (George Frideric Handel, Lowell Mason, traditional, Isaac Watts) — 5:30
12. «O Holy Night» (Adolphe Adam, John Sullivan Dwight) — 4:50